# 현석로
현석로(Hyeonseok-ro)는 경기도 양주시 광적면 검은돌삼거리에서 남면 현석교차로를 잇는 도로이다.

## 주요경유지
- 양주시 (광적면 . 남면)

## 노선
| 이름         | 접속 노선                        | 소재지 | 소재지 | 비고     |
| ------------ | -------------------------------- | ------ | ------ | -------- |
| 검은돌삼거리 | 지방도 제360호선 (부흥로)        | 양주시 | 광적면 |          |
| 삼현 교차로  | 현석로175번길                    | 양주시 | 광적면 |          |
| 삼현터널     |                                  | 양주시 | 광적면 | 연장 72m |
| 우골교       |                                  | 양주시 | 광적면 |          |
| 섬말 교차로  | 지방도 제371호선 (광적로)        | 양주시 | 광적면 |          |
| 섬말교       |                                  | 양주시 | 광적면 |          |
| 경신 교차로  | 국가지원지방도 제39호선 (삼일로) | 양주시 | 남면   |          |

## 주요 건물 및 시설
- SK에너지 오륜에너지주유소 (현석로 768/덕도리 162)
- 세븐일레븐 양주경신교차로점 (현석로 890/경신리 31-12)